# Jan Věženský
Jan Věženský byl rakouský politik z Čech, během revolučního roku 1848 poslanec Říšského sněmu.

## Biografie
Roku 1849 se uvádí jako Johann Wiezenský, řezník v Chýnově.
Během revolučního roku 1848 se zapojil do veřejného dění. Ve volbách roku 1848 byl zvolen na ústavodárný Říšský sněm. Zastupoval volební obvod Mladá Vožice. Tehdy se uváděl coby řezník. Řadil se k sněmovní pravici.